# خافيير إيريارت
خافيير إيريارت (بالإسبانية: Javier Iriarte)‏ هو دراج إسباني، ولد في 11 نوفمبر 1986 في Zizur Mayor/Zizur Nagusia ‏ في إسبانيا.

## وصلات خارجية
- خافيير إيريارت على موقع الاتحاد الدولي للدراجات (الإنجليزية)
- خافيير إيريارت على موقع أرشيف الدراجات (الإنجليزية)
- خافيير إيريارت على موقع إحصائيات الدراجات الإحترافية (الإنجليزية)
- خافيير إيريارت على موقع نسبة الدراجات (الإنجليزية)